# سامانه نوبت‌دهی
سامانه نوبت‌دهی یا سیستم مدیریت صف (به انگلیسی: Queue management system) که به نام‌های سیستم مدیریت الکترونیکی صف، سیستم صف یا سیستم نوبت‌دهی الکترونیکی نیز خوانده می‌شود، یکی از ابداعات در زمینه اتوماسیون بوده که با به‌کارگیری این سیستم، صف فیزیکی به مفهوم سنتی آن کاملاً حذف شده و صف مجازی به صورت نرم‌افزاری و پیشرفته تشکیل و کنترل می‌شود.
از سیستم مدیریت صف برای کنترل کردن صف‌ها استفاده می‌شود؛ صف‌هایی از انسان‌ها در موقعیت‌ها و مکان‌های مختلف در یک محدوده صف مانند.
فرایند تشکیل و انتشار صف تحت عنوان نظریه صف شناخته می‌شود.
سیستم‌های نوبت‌دهی راهکاری مناسب برای نظم بخشیدن به صف‌ها در مراکزی همچون بانکها، دفاتر خدمات گردشگری، مراکز پزشکی، است.

## نحوه کار سیستم
1. مشتری به هنگام ورود با انتخاب نوع خدمات مورد نیاز و بازدن کلید مربوطه بلیت نوبت خود را از دستگاه چاپ بلیت درخواست می‌کند.
2. سیستم کنترل مرکزی بلافاصله پس از پردازش‌های لازم بلیت مناسب را که شامل نوع صف، نوبت، مدت زمان تقریبی انتظار، تعداد افراد موجود در صف و احیاناً اطلاعات دیگری است صادر می‌کند.
3. کاربران با صفحه کلیدی که در اختیار دارند، آمادگی پذیرش نفر بعدی را به سیستم اعلام می‌کنند.
4. کنترل مرکزی بلافاصله پس از پردازش‌های لازم شماره بلیت مشتری را به طرق زیر اعلام می‌کند:
  1. شماره بلیت روی نمایشگر بالای باجه درج شده و چشمک می‌زند.
  2. آهنگ مخصوص و فراخوانی نواخته شده و به دنبال آن جمله (شماره… به باجه…) پخش می‌شود.
  3. در نمایشگر اصلی شماره بلیت و شماره باجه‌ای که مشتری می‌بایست مراجعه کند نمایش داده می‌شود.
5. مشتری به باجه مربوطه مراجعه کرده و سرویس خود را دریافت می‌کند. پس از اتمام سرویس در باجه مربوطه، بسته به نوع کار ممکن است کار مشتری تمام شده یا به جهت سرویس‌های بعدی به باجه دیگر منتقل و روند از بند ۴ تکرار می‌شود.

## سیستم نوبت‌دهی بی‌سیم
نسل جدید سیستم‌های نوبت‌دهی، سیستم‌های نوبت‌دهی بی‌سیم می‌باشد که برای ارتباط بین اجزای مختلف دستگاه از امواج الکترومغناطیسی استفاده می‌شود. از مزایای این‌گونه سیستم‌ها می‌توان به عدم نیاز به کابل کشی و داکت بندی، مصرف برق پایین‌تر و عدم نیاز به کامپیوتر اشاره کرد. همچنین اعمال تغییرات در این نوع سیستم‌ها به سادگی صورت می‌گیرد.